# 特维斯特
特维斯特是德国下萨克森州的一个市镇。总面积105.61平方公里，总人口9615人，其中男性4884人，女性4731人（2011年12月31日），人口密度91人/平方公里。